# Cylindrocaulus bucerus
Cylindrocaulus bucerus es una especie de coleóptero de la familia Passalidae.

## Distribución geográfica
Habita en China.